# Beatrice Blyth Whiting
Beatrice Blyth Whiting (* 14. April 1914 in New York City, New York; † 29. September 2003 in Cambridge, Massachusetts) war eine US-amerikanische Anthropologin und Psychologin an der Harvard University.

## Leben und Wirken
Whiting wuchs auf Staten Island auf. Am Bryn Mawr College schloss sie 1935 ein erstes Studium ab, bevor sie an der Yale University Anthropologie studierte. 1943 erwarb sie dort einen Ph.D. in Anthropologie mit der Arbeit Paiute Sorcery: A Study of Social Control. Zunächst hatte sie einen Lehrauftrag an der Brandeis University, während sie noch für das Wellesley College forschte.
1952 erhielt Whiting eine erste Professur an der Harvard University, 1973 eine ordentliche Professur für Pädagogik. 1980 wurde sie emeritiert, hatte aber noch bis 1985 eine Forschungsstelle am Henry A. Murray Center for the Study of Lives des Radcliffe College inne, während sie gemeinsam mit ihrem Mann, John W. M. Whiting, und Irven DeVore das Comparative Adolescence Project leitete.
Whiting gilt als Wegbereiterin der psychologischen Anthropologie und war eine Pionierin vergleichender Studien der Kinderpsychologie (kulturübergreifenden Psychologie, cross-cultural psychology). Sie untersuchte Tätigkeiten, Beziehungen und Lernen bei Kindern und Frauen in verschiedenen Kulturen, insbesondere in Entwicklungsländern. Sie entwarf einen lebensnahen Ansatz zur Beobachtung kindlichen Verhaltens, der weitreichenden Einfluss auf die kinderpsychologische Forschung hatte. Whiting kombinierte methodisch die anthropologische Kenntnis einer Gruppe mit der systematischen psychologischen Herangehensweise an Verhalten und Entwicklung. Darüber hinaus befasste sie sich mit sich ändernden Lebensbedingungen von Frauen weltweit und der Entwicklung der Kinder dieser Frauen.
Beatrice Whiting war mehr als 60 Jahre mit dem Anthropologen John Wesley Mayhew Whiting (1908–1999) verheiratet, mit dem sie auch eine langanhaltende wissenschaftliche Zusammenarbeit pflegte. Das Paar hatte zwei Kinder.

## Schriften (Auswahl)
- Paiute Sorcery: A Study of Social Control (1950)
- Mit Carolyn P. Edwards: Children of Different Worlds: The Formation of Social Behavior (1988)
- Mit Carolyn P. Edwards: Ngecha: A Kenyan Village in a Time of Rapid Social Change (2006)

## Auszeichnungen (Auswahl)
- 1981 Mitglied der American Academy of Arts and Sciences[1]
- 1982 Distinguished Service Award der American Anthropological Association (gemeinsam mit John W. M. Whiting)
- 1989 Career Contribution Award der Society for Psychological Anthropology

Die Society for Cross-Cultural Research (SCCR) vergibt einen John & Beatrice Whiting Award for Student in Cross-Cultural Studies. An der Harvard University gab es eine Beatrice-Whiting-Professur, Inhaberin war Carol Hirschon Weiss.